# Брейтнер, Георг Хендрик
Георг Хендрик Брейтнер (нидерл. George Hendrik Breitner; 12 сентября 1857, Роттердам — 5 июня 1923, Амстердам) — голландский художник и фотограф, крупный представитель амстердамского импрессионизма.

## Жизнь и творчество
Г. Х. Брейтнер родился в семье торговца зерном. Был трудным ребёнком; в 14 лет он бросил школу и поступил на работу, свободное время посвящая рисованию. Любимыми темами в произведениях юноши были изображения битв и военного быта. После того, как Брейтнер взял несколько уроков у роттердамского живописца Кристоффеля Нерденберга, последний распознал талант мальчика и убедил отца не препятствовать его развитию. В 1876 году Г. Х. Брейтнер поступает в Королевскую академию изящных искусств в Гааге. В Гааге Брейтнер знакомится с представителями гаагской школы — такими, как Йозеф Израэльс, Якоб Марис и Антон Мауве. По собственному признанию, он у этих художников научился большему, нежели в закоснелой Академии. Кроме военной тематики, Брейтнер в этот период увлекается изображением лошадей. Он также работает в художественной мастерской Виллема Мариса.
В 1880 году Брейтнер за прогулы и нарушения дисциплины исключается из Академии. Однако он уже успел стать известным благодаря своим «лошадиным» полотнам — настолько, что Хендрик Виллем Месдах поручает ему изобразить кавалерию на берегу моря в своей знаменитой панораме Месдага в Схевенингене. Кроме этого, Брейтнер начинает сам преподавать рисование в Лейденской академии. В 1882 году художник знакомится с Ван Гогом, с которым его связала искренняя дружба. Вместе они отправлялись делать зарисовки на улицы Гааги, выискивая наиболее интересные типы из рабочих и служанок. В 1884, после окончания панорамы Месдага, Брейтнер уезжает в Париж, где работает в мастерской Фернана Кормона. В 1886 он возвращается в Голландию, в Амстердам, где живёт и работает до самой своей смерти.
Г. Х. Брейтнера не увлекли идеи французских «ярких» импрессионистов, его живопись после пребывания во Франции становится ещё более предметной, «правдивой» и мрачной. Брейтнер является представителем так называемого «тёмного» или «чёрного» импрессионизма. Художник рисует виды Амстердама, разыгрывающиеся на его улицах сценки, изображает городских ремесленников, домохозяек, докеров, бездомных собак и проч. Зачастую эти его работы вызывают у зрителя чувства уныния и безысходности. В 1880-е годы Брейтнер вступает во влиятельную художественную группу Восьмидесятые (De Tachtigers)

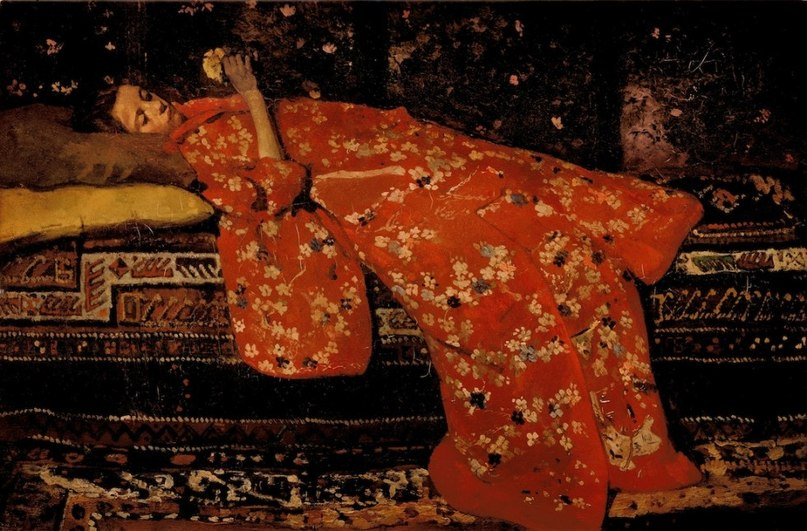
Девушка в красном кимоно. 1894

Кроме «уличной» живописи, художник также писал натюрморты, портреты и женские ню. Наиболее известны его картины с изображениями девушек и женщин, закутанных в кимоно.
Приблизительно в 1889 году художник открывает для себя искусство фотографии. Начиная экспериментировать с этим новым видом техники, Брейтнер вначале, по советам своих коллег из группы Восьмидесятые, использует фото лишь как помощь для создания живописных работ. Однако затем, с развитием мастерства, его фотоискусство развивается в самостоятельную ветвь творчества, ставшую равноценной его таланту живописца и дополняющую его. Наиболее интересовали его передача в фото движения и освещения, в чём художник добился больших успехов. Фотокамера сопровождала его практически всё время в последние годы жизни. Фотоснимки Брейтнера (а после него осталось более 2000 негативов) являются ценными свидетельствами о жизни и быте Амстердама конца XIX — начала XX столетия.
Искусство Г. Х. Брейтнера было весьма популярно. Скончался он от инфаркта. В последний путь его пришло проводить огромное количество амстердамцев.

## Живопись

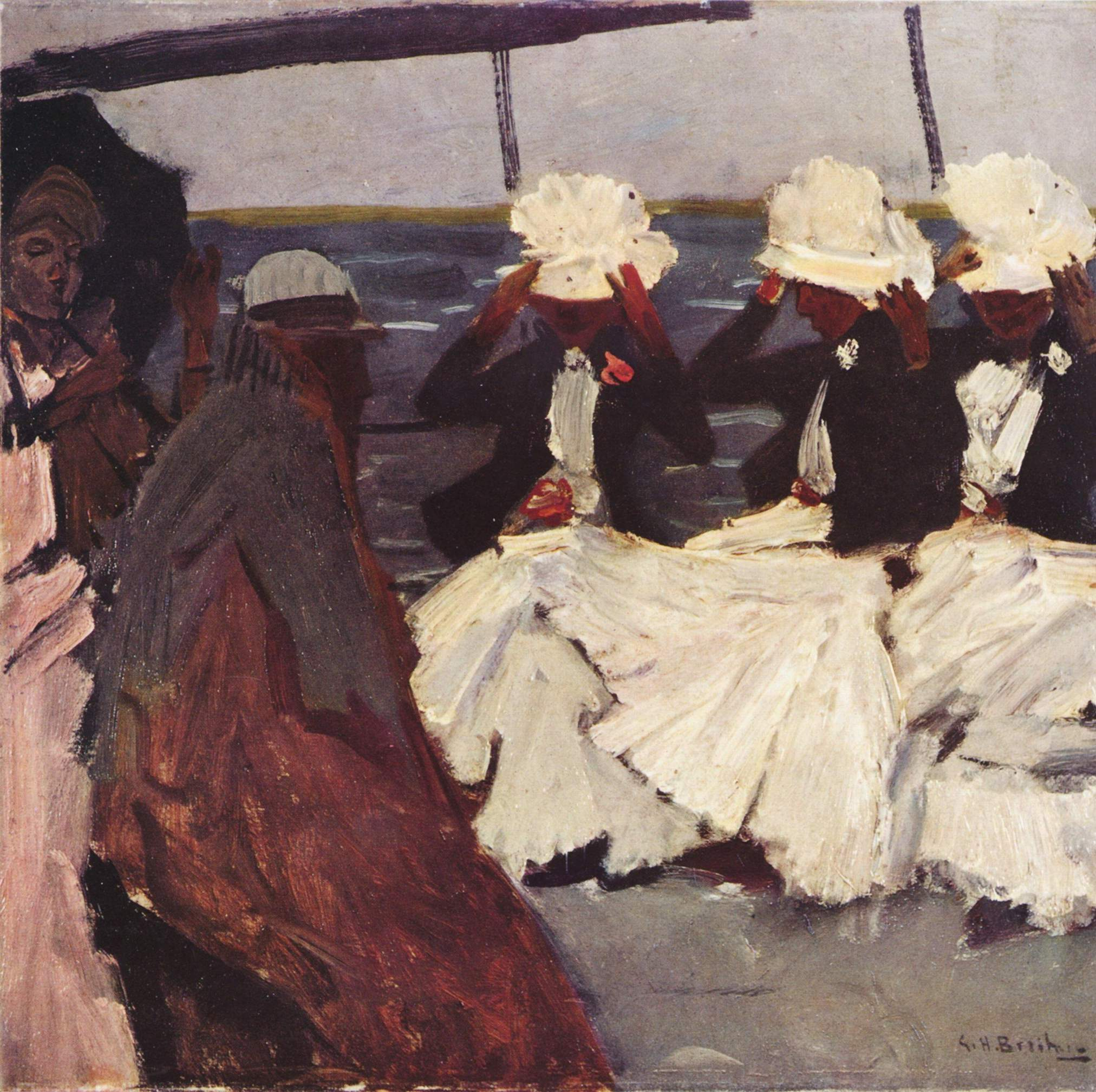
Променад с тремя дамами
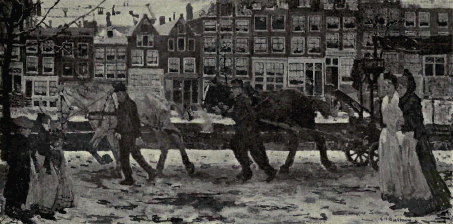
Зима в Амстердаме
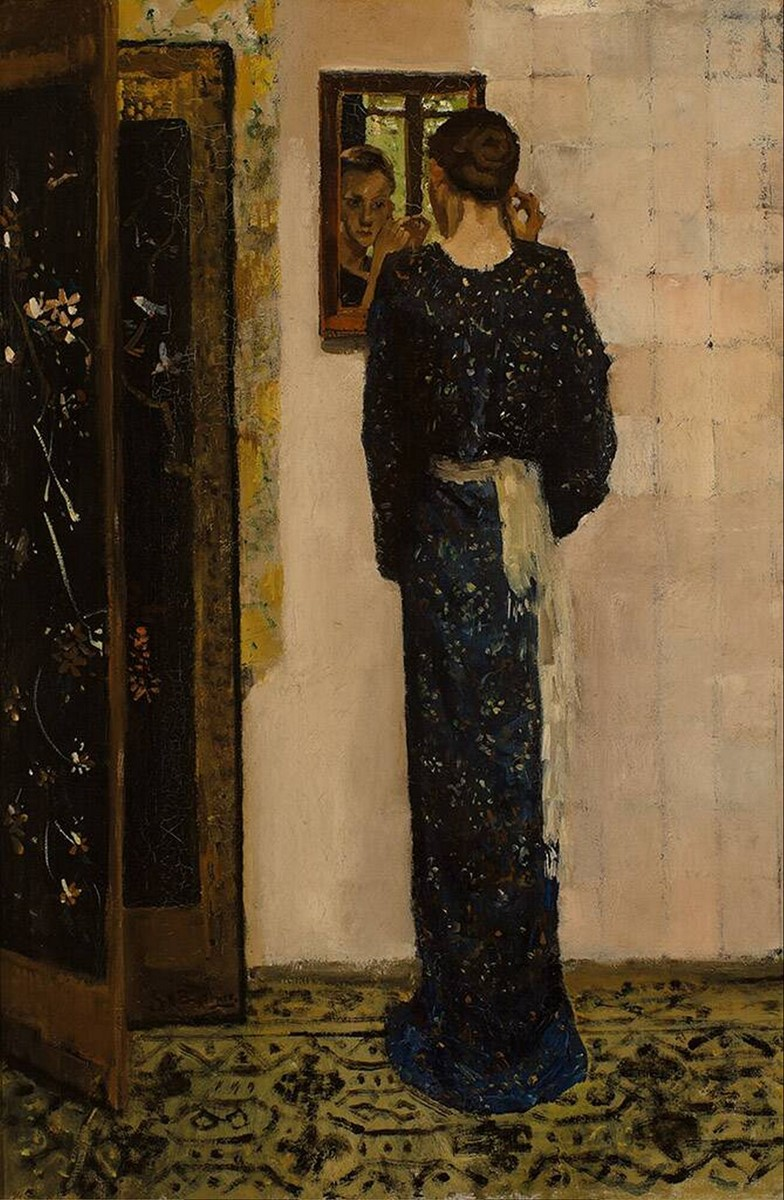
Серьга (1893)
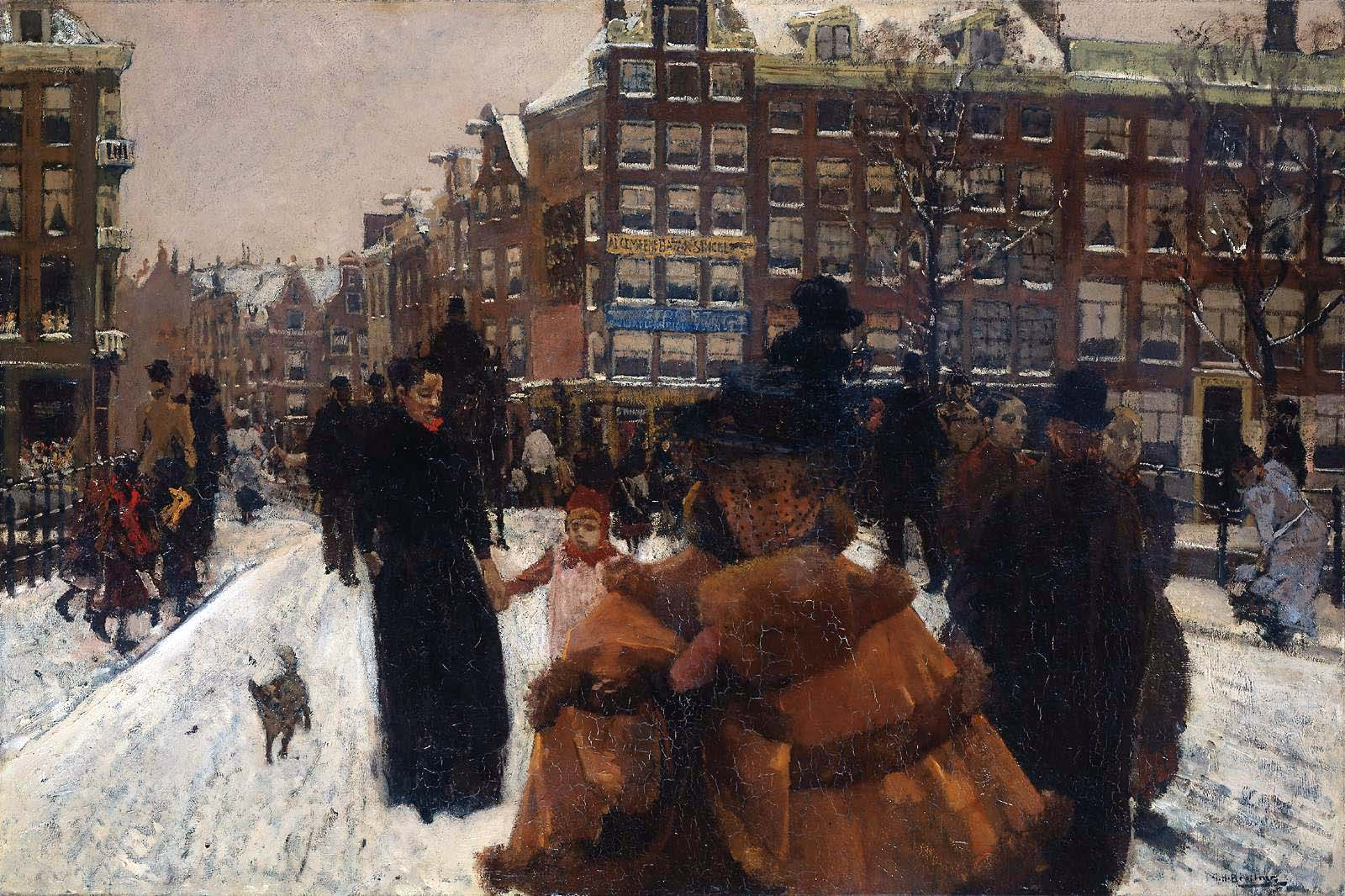
Мост песен у Дворцовой площади в Амстердаме (1896)
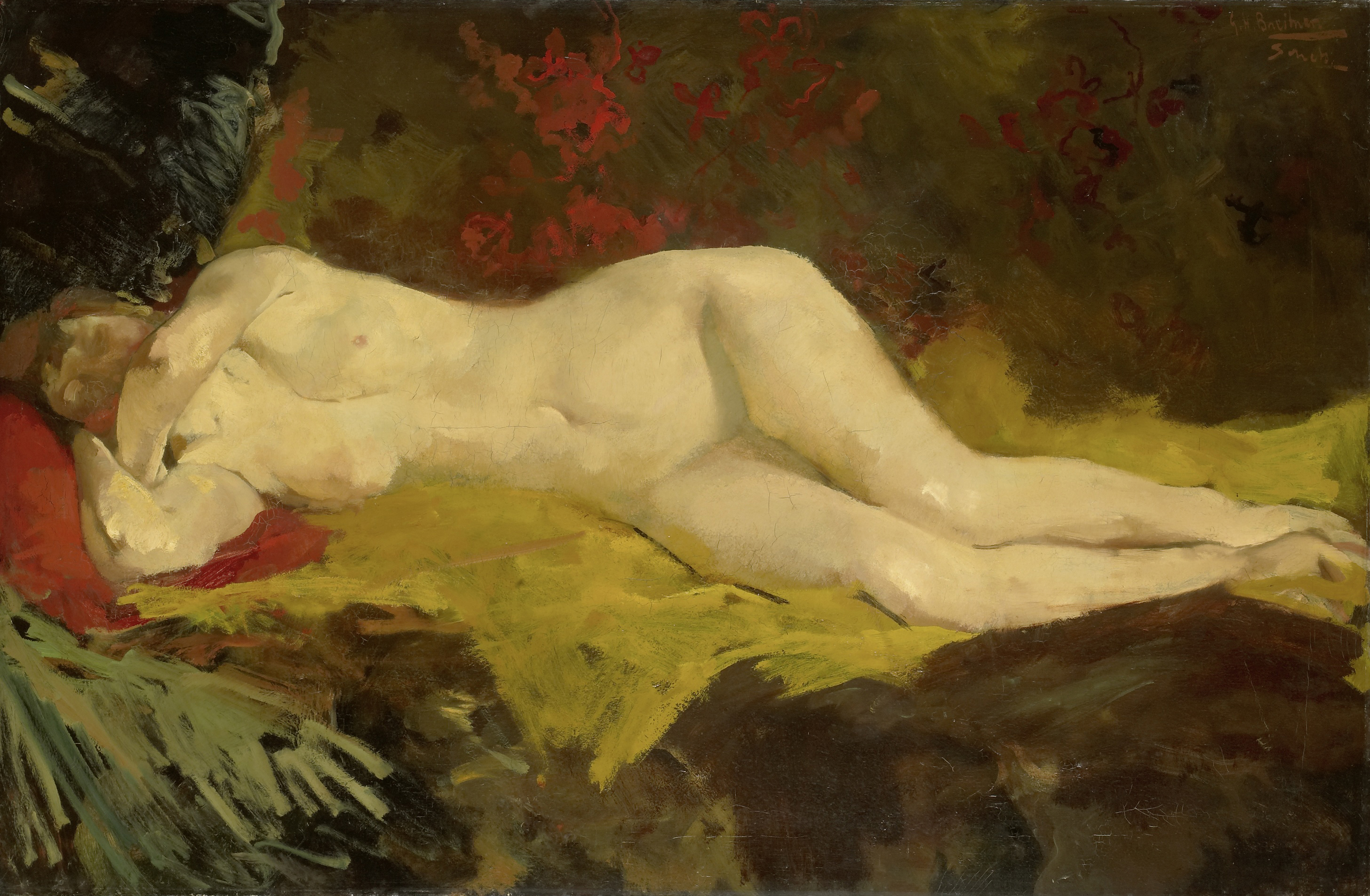
Спящая обнажённая
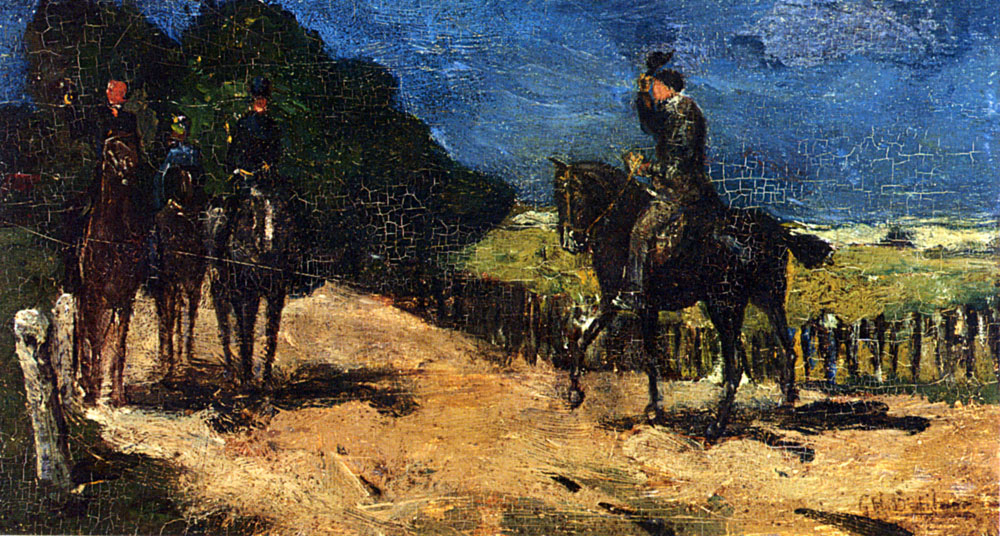
Всадники на прогулке
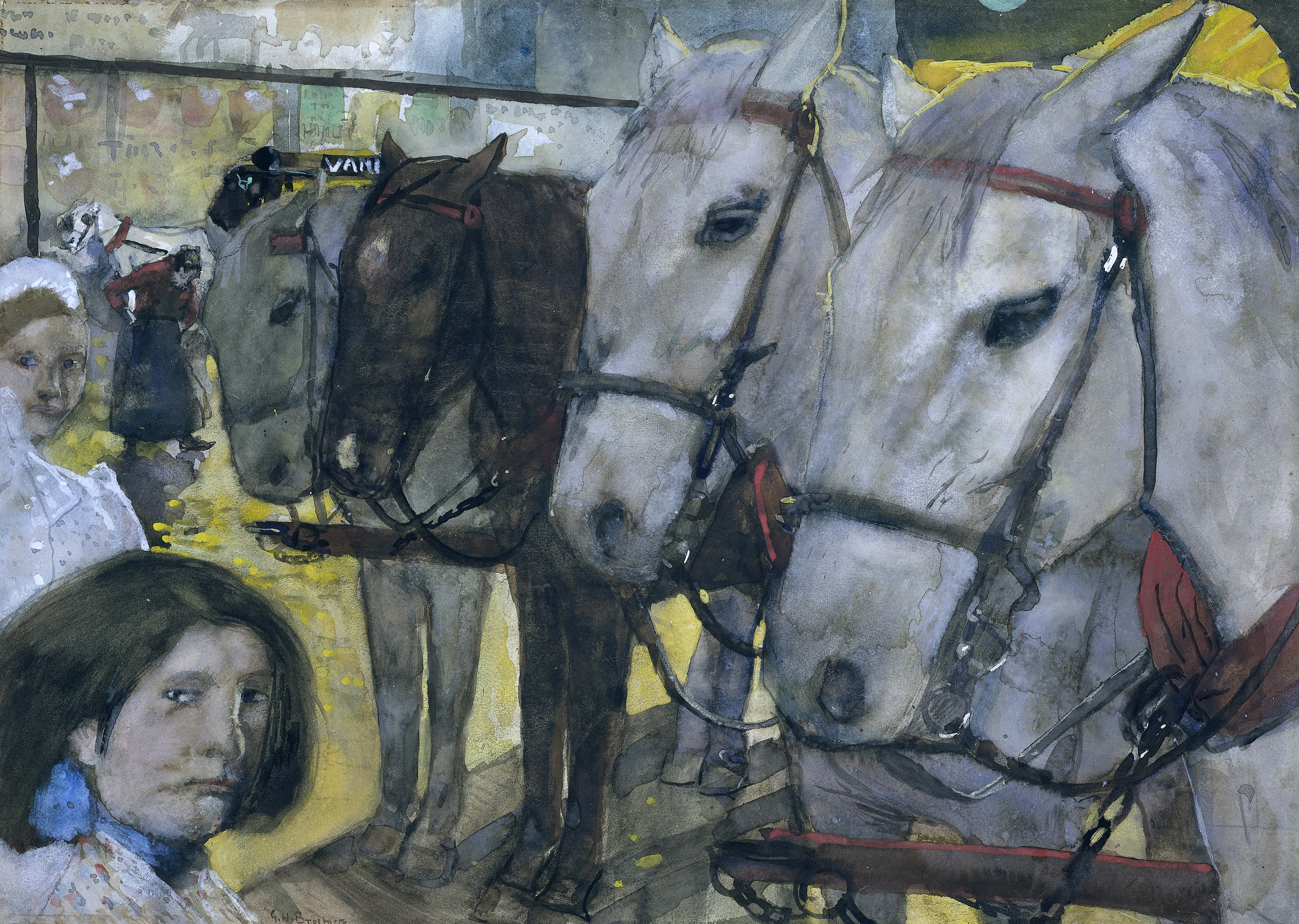
Лошади конки в Амстердаме
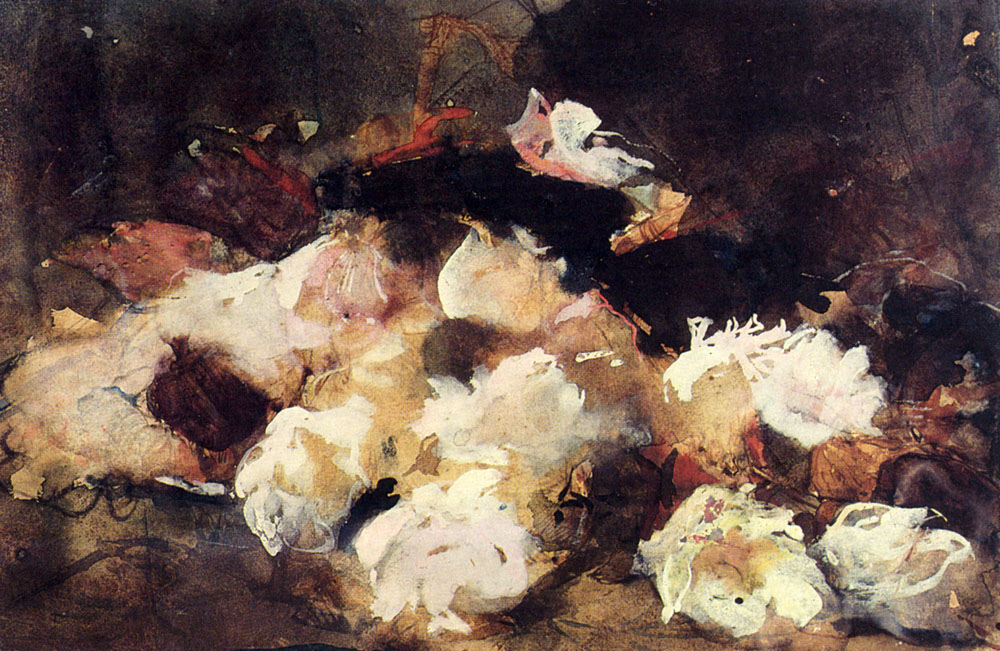
Натюрморт с розами
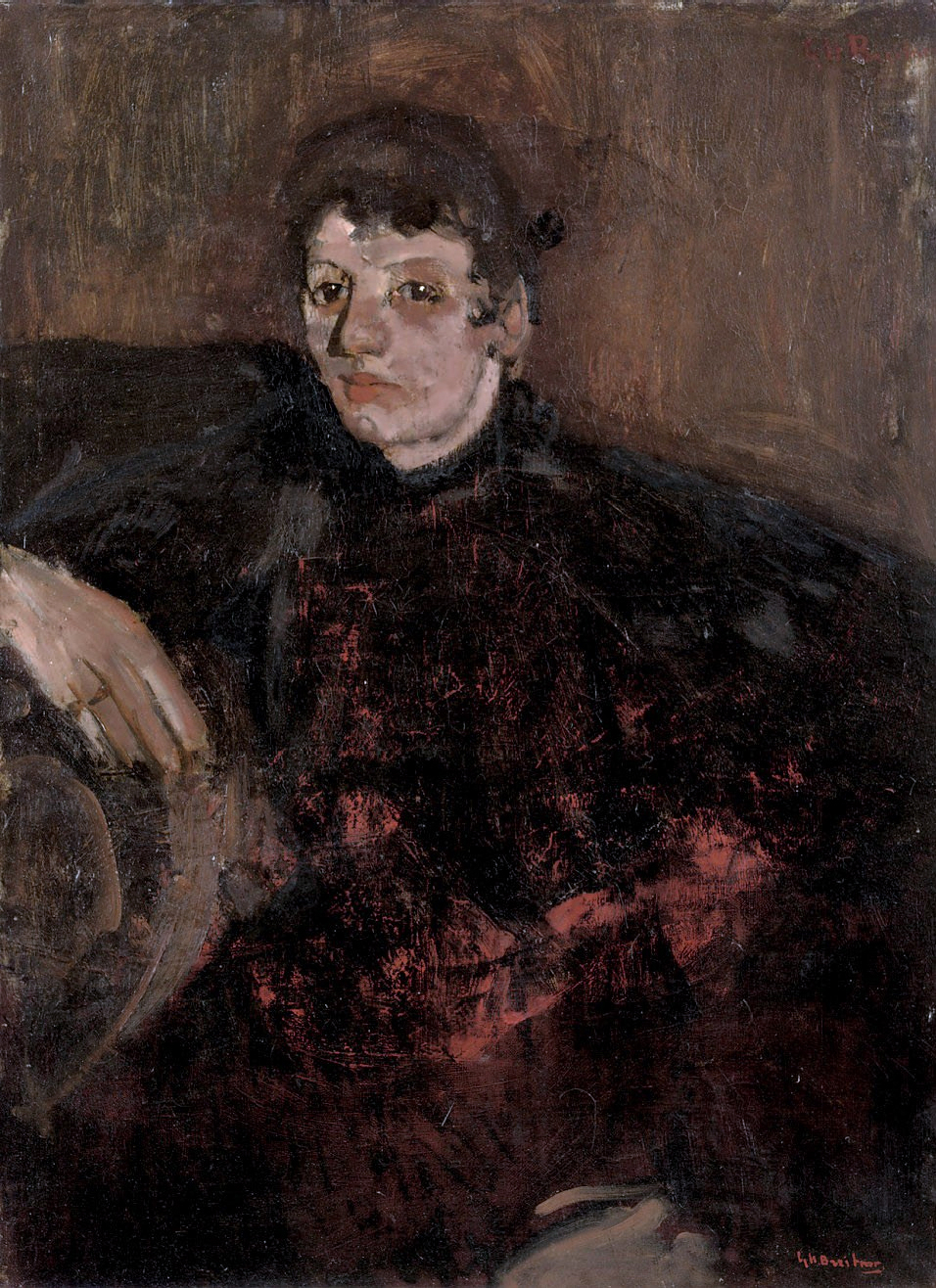
Портрет жены художника
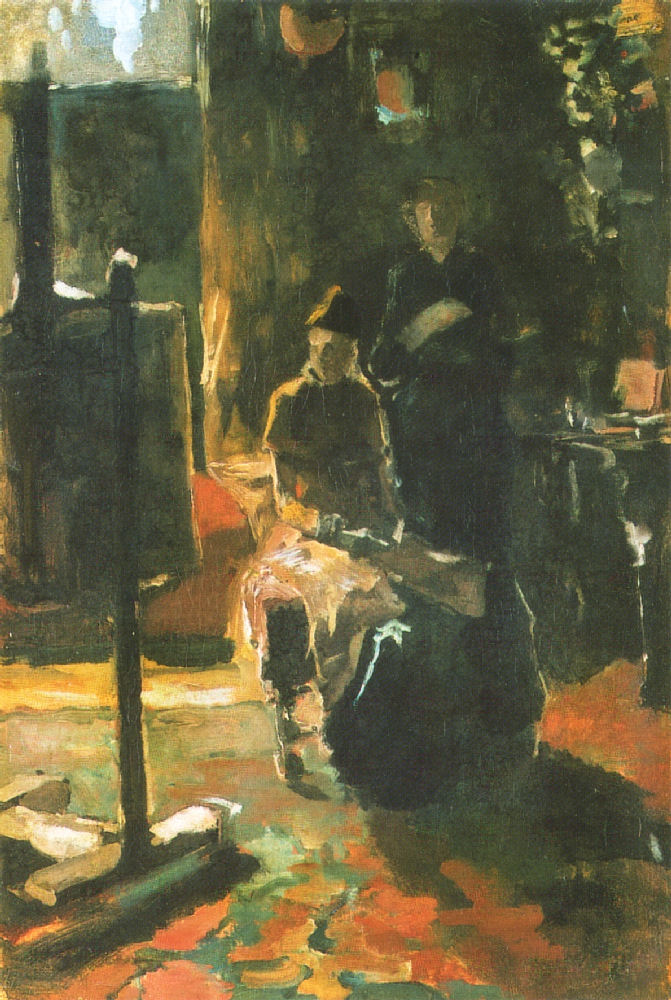
В мастерской
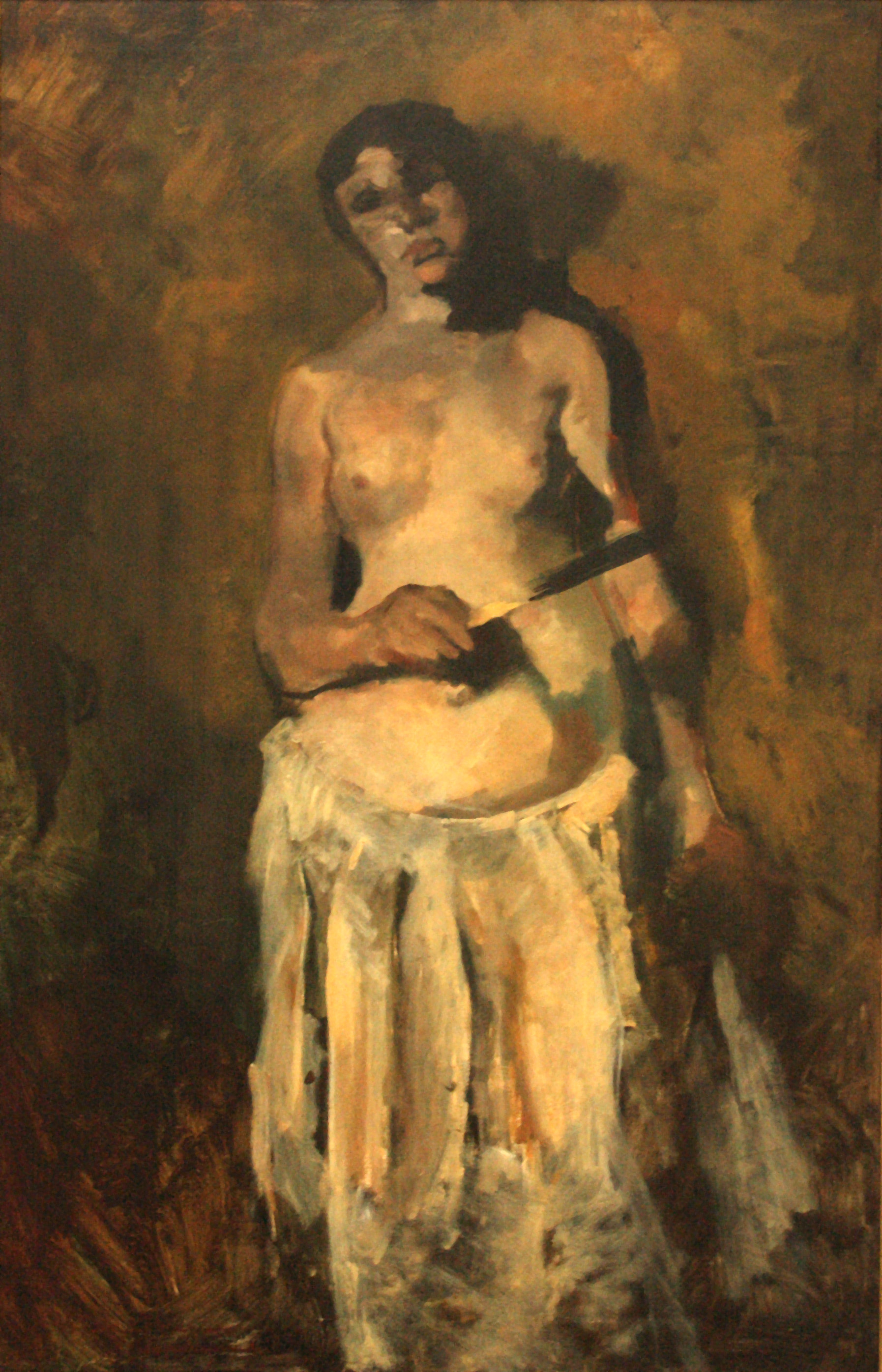
Обнажённая (1892)
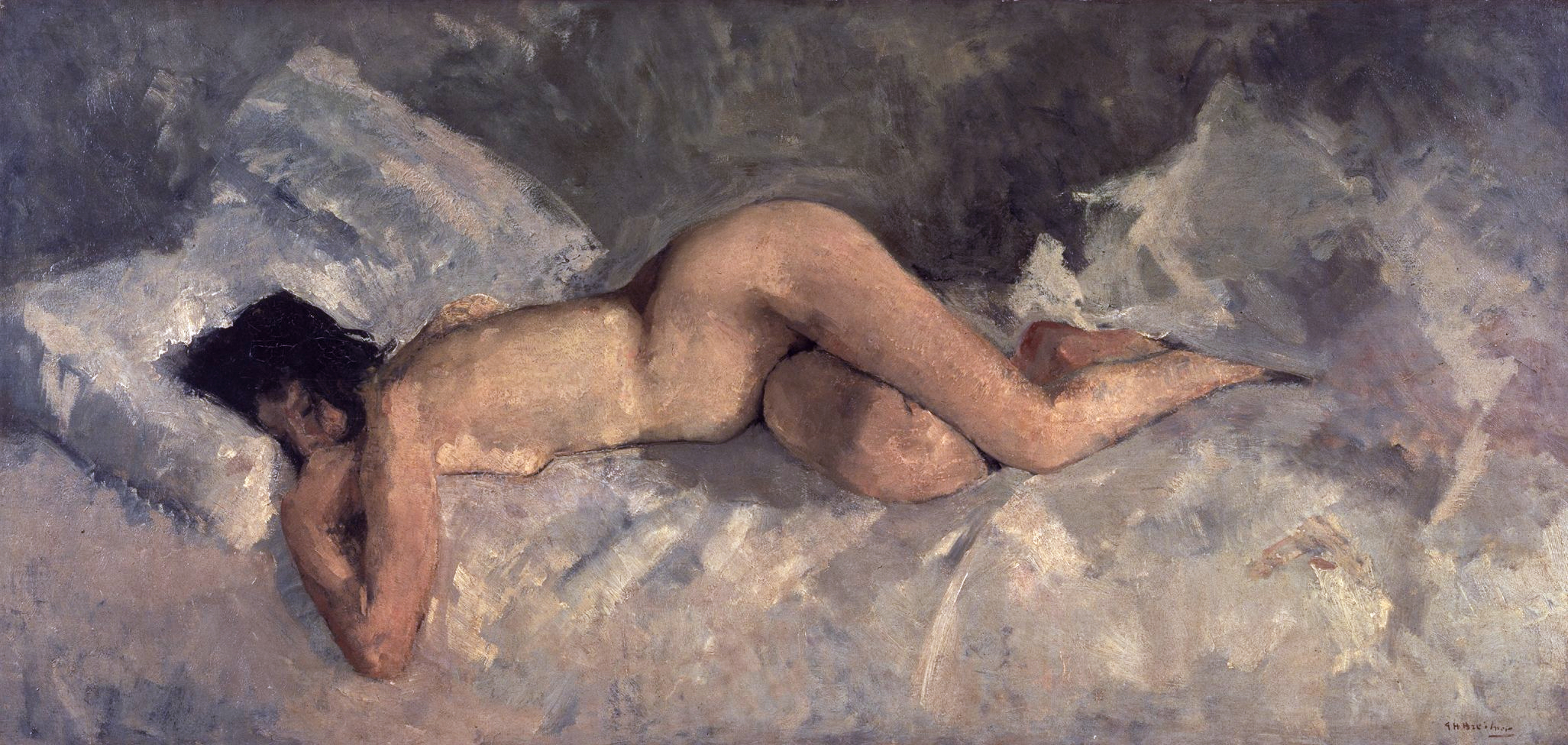
Лежащая обнажённая (1887)

## Фотография

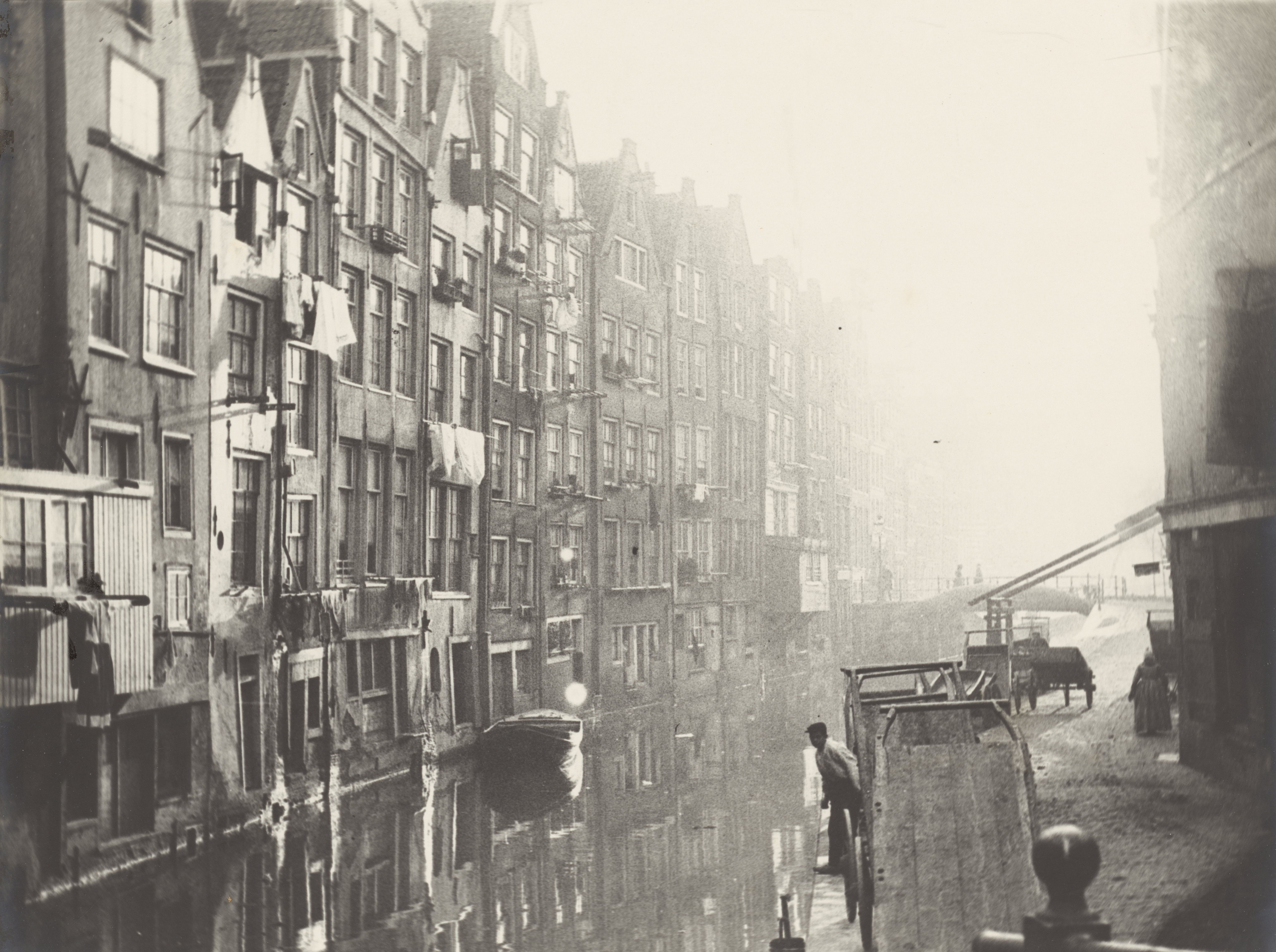
Ахтербургвал в Амстердаме (фотография)
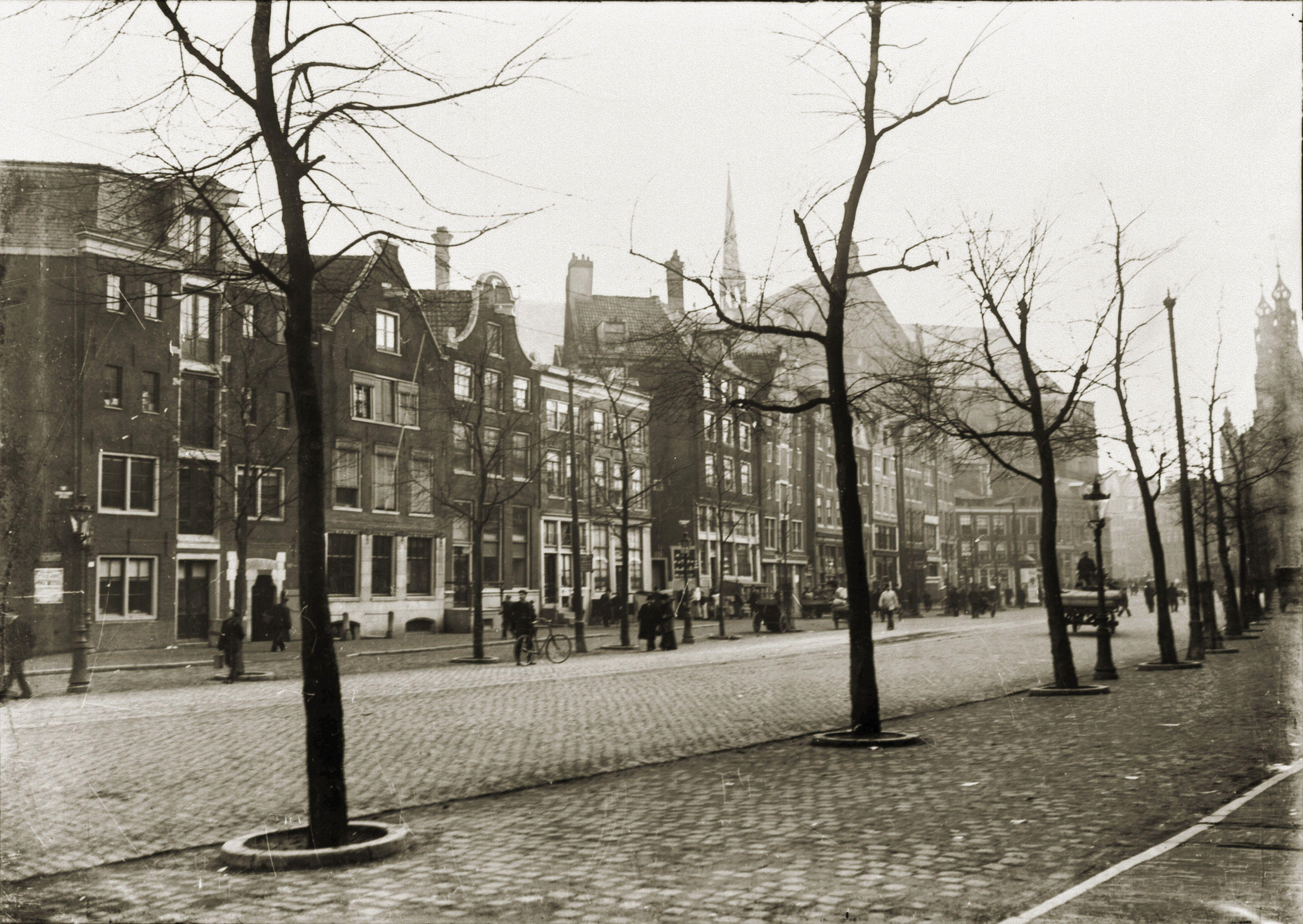
Улицы Амстердама (фотография) (1906—1910)
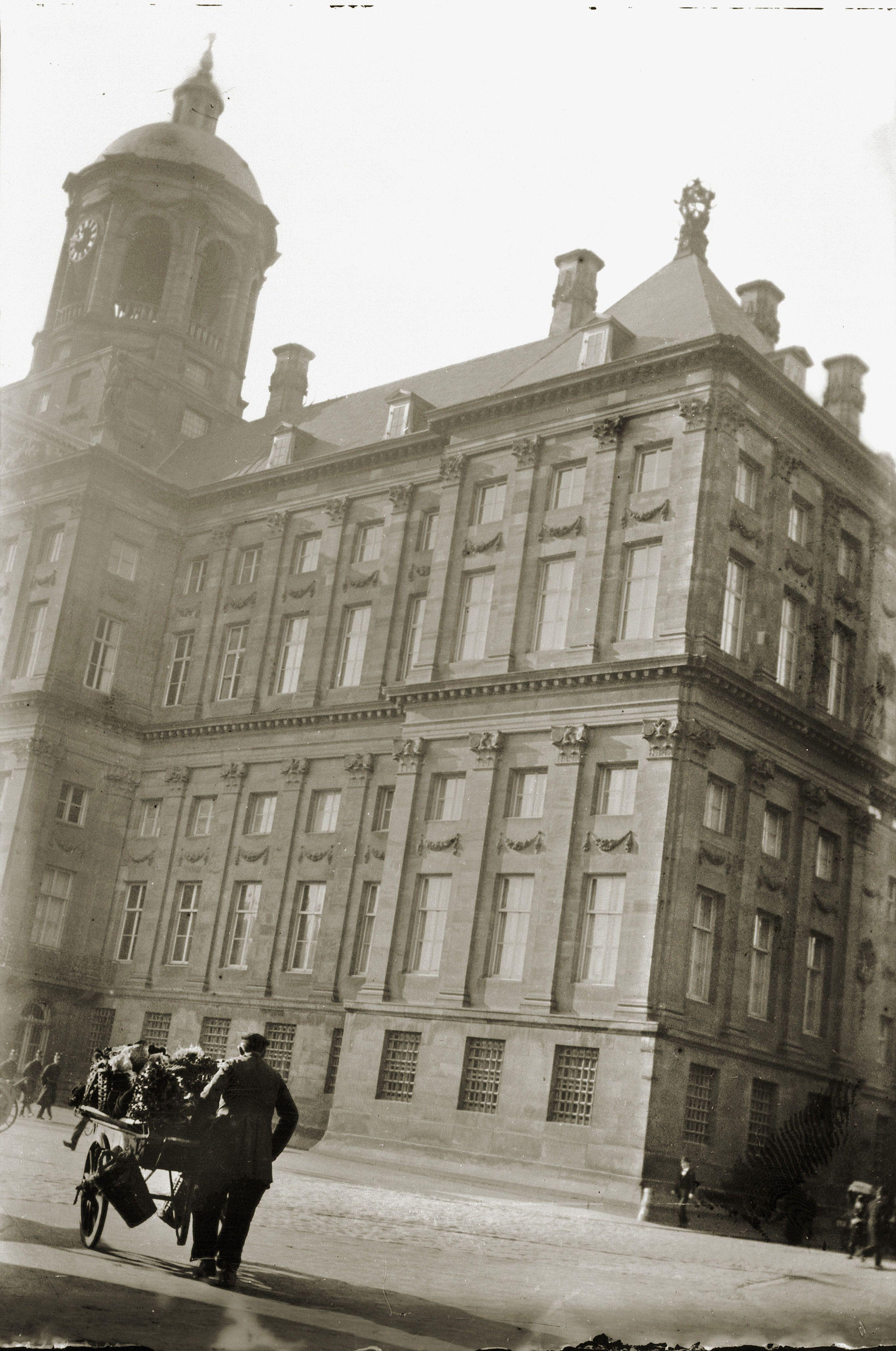
Королевский дворец (фотография) (1890—1900)
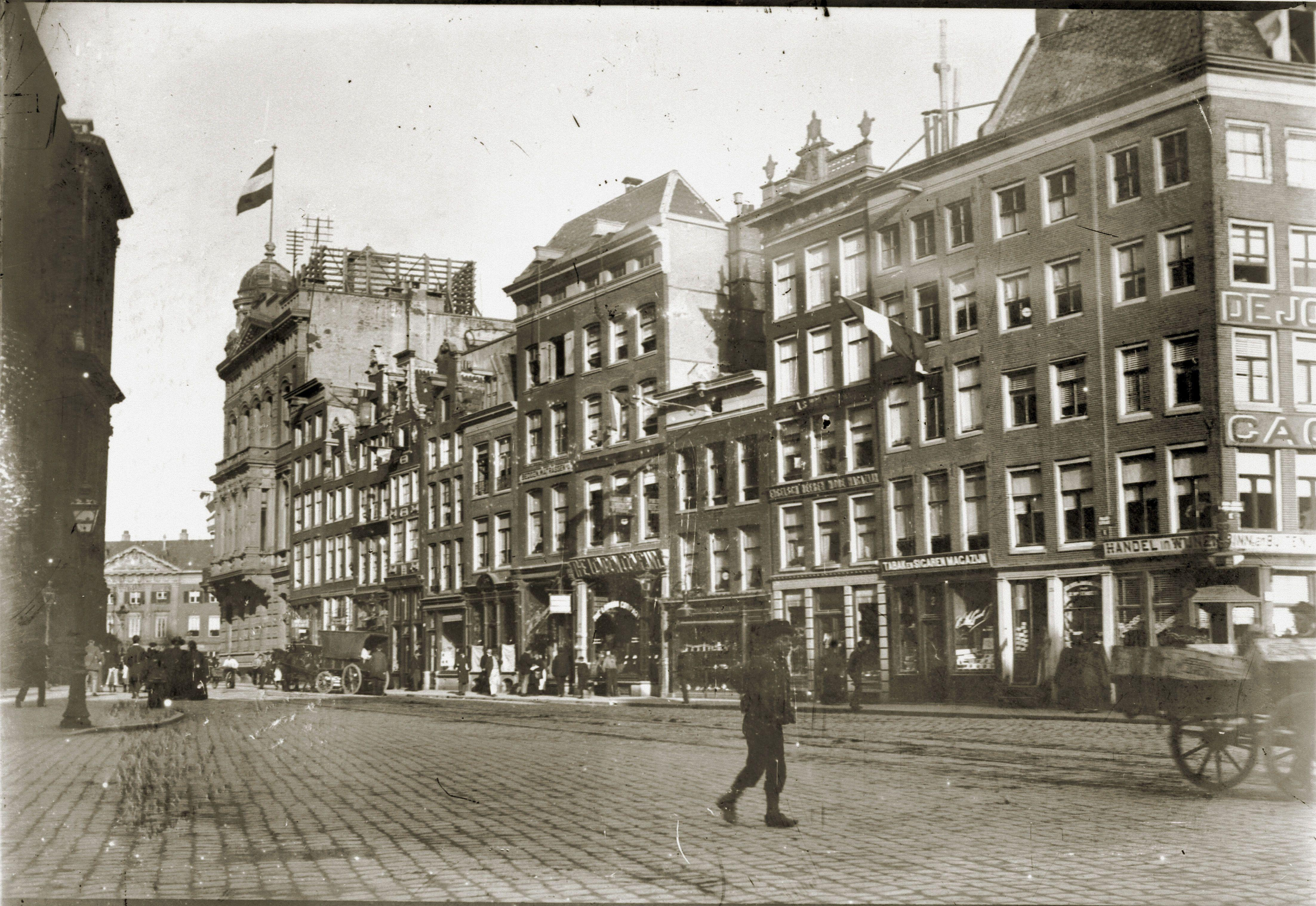
Амстердам, Дворцовая улица (фотография) (1893—1900)
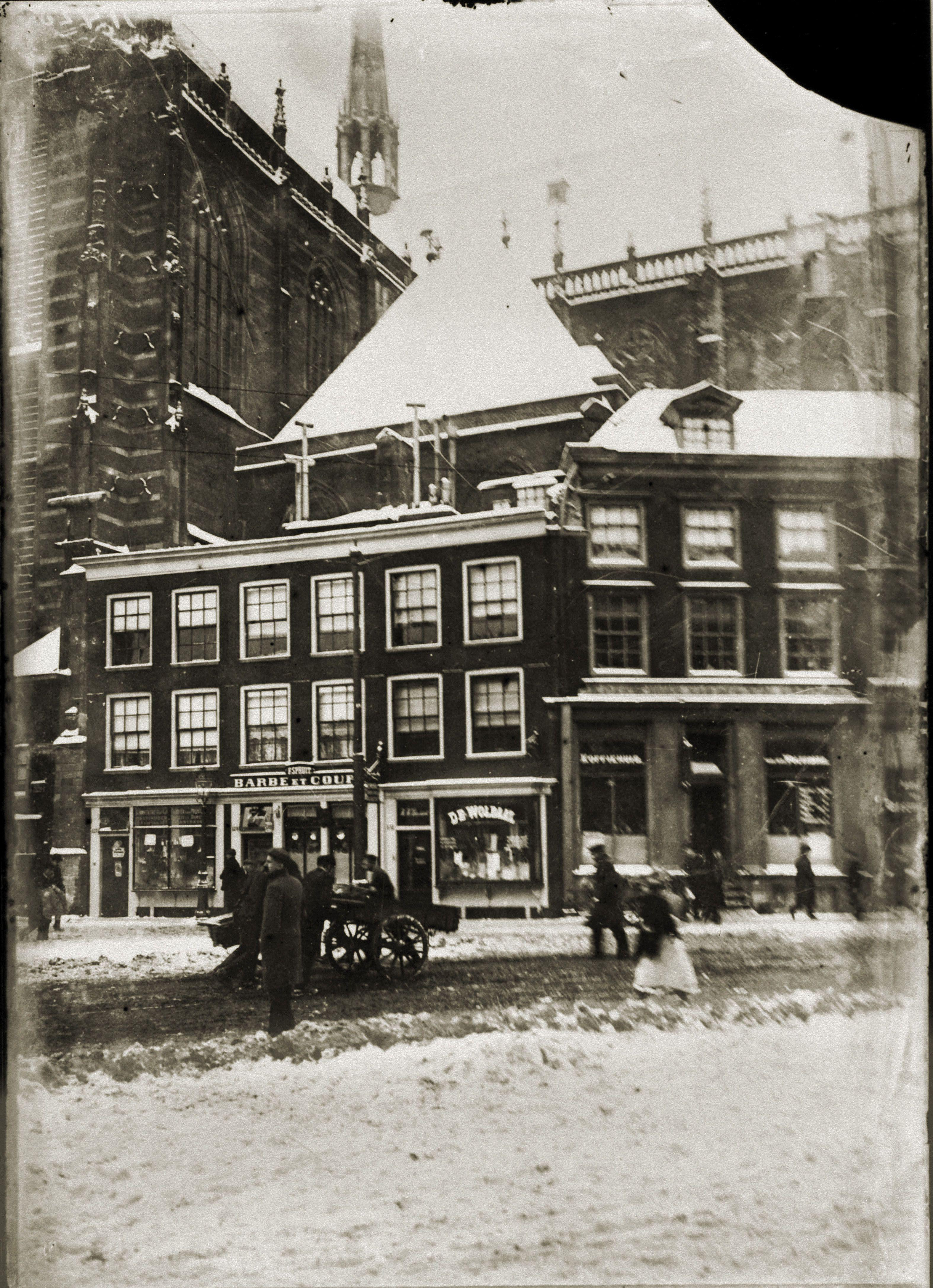
Улицы Амстердама (фотография)